# Dommarien
Dommarien és un municipi francès situat al departament de l'Alt Marne i a la regió del Gran Est. L'any 2007 tenia 155 habitants.

## Demografia

### Població
El 2007 la població de fet de Dommarien era de 155 persones. Hi havia 64 famílies de les quals 24 eren unipersonals (4 homes vivint sols i 20 dones vivint soles), 20 parelles sense fills i 20 parelles amb fills.
La població ha evolucionat segons el següent gràfic:
Habitants censats

### Habitatges
El 2007 hi havia 98 habitatges, 68 eren l'habitatge principal de la família, 22 eren segones residències i 8 estaven desocupats. 95 eren cases i 2 eren apartaments. Dels 68 habitatges principals, 60 estaven ocupats pels seus propietaris, 8 estaven llogats i ocupats pels llogaters i 1 estava cedit a títol gratuït; 1 tenia una cambra, 2 en tenien dues, 8 en tenien tres, 16 en tenien quatre i 42 en tenien cinc o més. 45 habitatges disposaven pel capbaix d'una plaça de pàrquing. A 30 habitatges hi havia un automòbil i a 27 n'hi havia dos o més.

### Piràmide de població
La piràmide de població per edats i sexe el 2009 era:
| Homes | Edats   | Dones |
| ----- | ------- | ----- |
| 0     | 95 o +  | 0     |
| 4     | 90 a 94 | 4     |
| 0     | 85 a 89 | 0     |
| 0     | 80 a 84 | 0     |
| 4     | 75 a 79 | 8     |
| 8     | 70 a 74 | 4     |
| 4     | 65 a 69 | 4     |
| 0     | 60 a 64 | 8     |
| 4     | 55 a 59 | 0     |
| 4     | 50 a 54 | 4     |
| 4     | 45 a 49 | 4     |
| 4     | 40 a 44 | 0     |
| 4     | 35 a 39 | 0     |
| 8     | 30 a 34 | 0     |
| 0     | 25 a 29 | 4     |
| 0     | 20 a 24 | 4     |
| 0     | 15 a 19 | 0     |
| 0     | 10 a 14 | 4     |
| 0     | 5 a 9   | 0     |
| 0     | 0 a 4   | 0     |

## Economia
El 2007 la població en edat de treballar era de 71 persones, 55 eren actives i 16 eren inactives. De les 55 persones actives 53 estaven ocupades (30 homes i 23 dones) i 2 estaven aturades (1 home i 1 dona). De les 16 persones inactives 8 estaven jubilades, 2 estaven estudiant i 6 estaven classificades com a «altres inactius».

### Ingressos
El 2009 a Dommarien hi havia 72 unitats fiscals que integraven 168 persones, la mediana anual d'ingressos fiscals per persona era de 17.210 €.

### Activitats econòmiques
Dels 2 establiments que hi havia el 2007, 1 era d'una empresa de fabricació d'altres productes industrials i 1 d'una empresa de comerç i reparació d'automòbils.
L'any 2000 a Dommarien hi havia 5 explotacions agrícoles que ocupaven un total de 670 hectàrees.

## Poblacions més properes
El següent diagrama mostra les poblacions més properes.